# Ignac Kolisch
Ignác Kolisch foi um banqueiro, empresário e um dos principais jogadores de xadrez de 1859 a 1867. Foi secretário de Grigory Alexandrovich Kushelev-Bezborodko, um banqueiro presidente do clube de xadrez de São Petersburgo, o que possibilitou viajar pela Europa enfretando vários outros importantes jogadores em matches. Kolicsh derrotou Daniel Harrwitz (+2=1-1), Bernhard Horwitz (+3-1), Thomas Wilson Barnes (+10-1) e Samuel Rosenthal. Empatou dois matches com John Owen (+4-4), Sergei Semyenovich Urusov (+2-2) e Adolf Anderssen (+5=1-5), posteriormente perdendo para Anderssen (+3=2-4) e Louis Paulsen (+6=18-7). A partida com Anderssen foi a primeira da história a ter o tempo marcado no modelo atual, com um limite de tempo para uma determinada quantidade de movimentos ao invés de um limite de tempo para cada movimento. Em 1867, participou de um torneio em Paris como visitante tendo vencido a competição, a frente de Wilhelm Steinitz, Szymon Winawer e Gustav Neumann. Em 1871, a família Rothschilds o ajudou a se estabelecer como banqueiro em Viena, onde veio a se tornar milionário. Pouco depois comprou o jornal Wiener Allgemeine Zeitung pelo qual escreveu alguns editoriais. Ainda durante a década de 1870, liderou uma equipe de jogadores vianenses numa partida epistolar contra uma equipe de Londres liderada por Steinitz, que venceu o confronto.
Embora não tenha participado de nenhum outro torneio após 1867, Kolisch ajudou a organizar outros eventos após adquirir fortuna, tendo patrocinado e ajudado na organização dos torneios de Baden-Baden (1870) e Viena (1882).

## Principais resultados em torneios
| Data | Local      | Colocação | Observações                                                                             |
| ---- | ---------- | --------- | --------------------------------------------------------------------------------------- |
| 1867 | Paris 1867 | 1         | Com Szymon Winawer em segundo, Wilhelm Steinitz em terceiro e Gustav Neumann em quarto. |